# Співдружність студентів-християн Україна
Співдружність студентів-християн Україна (ССХ Україна) — українська громадська міжконфесійна організація з головним офісом у м. Києві. Стратегічна мета «ССХ Україна» полягає у ознайомленні українського студентства з ключовими положеннями Євангелія та християнського світогляду. Крім того, ГО допомагає студентам-християнам у інтегруванні своїх переконань в академічний процес і впровадженні християнських принципів у повсякденне життя. Під час діяльності організація об'єднує студентів різних деномінацій, переважно протестантських, за умови згоди з цілями «ССХ Україна» та її доктринальними положеннями організації (див. пункт «Доктринальні позиції»).

## Історія
Історія «Співдружності студентів-християн Україна» (далі — «ССХ Україна») починається з дореволюційного (і потім радянського) Російського студентського християнського руху, осередки якого діяли в Києві, Харкові та Одесі. Внаслідок комуністичних репресій їх розігнали, а більшість лідерів, таких як Володимир Марцинківський, запроторили до таборів і тюрем.
Оновлений студентський рух повернувся в Україну наприкінці колапсу Радянського союзу.
У 1989 році американська студентська організація Intervarsity (яка є членом всесвітнього руху International Fellowship of Evangelical Students) долучається до програм «Культурного обміну» (зокрема, у Києві). Візит супроводжується дискусіями з українськими студентами про віру; відкриваються осередки студентів-християн у ВНЗ.
Наступного року «Культурний обмін» поширюється на Ніжин, Горлівку та Миколаїв. Там студенти-християни створюють осередки для вивчення Біблії. В Україні з метою здійснення місіонерської діяльності з 1990 року лишається кілька студентів зі США та працівників Intervarsity.
У 1992 році в Ніжині Чернігівської області відбулася перша всеукраїнська конференція студентів-християн, яка об'єднала в один рух розпорошені по всій країні групи віруючих студентів. Захід відвідали близько 40 студентів-християн з Києва, Івано-Франківська, Миколаєва та Ніжина. Іноземних учасників представляв Беретт Хорн, координатор роботи в Україні від IFES та закордонні працівники цієї організації. Хоча на конференції піднімалося питання створення всеукраїнської організації «ССХ Україна», рішення відклали через необхідність укріплення місцевих осередків.
В середині 90-х інституційна спроможність організації зростає. У 1994 році з'являються перші штатні працівники (8 стажерів в Києві, 2 в Івано-Франківську, 2 в Миколаєві). У Києві та Одесі стартує перша українська конференція «Біблія і життя — перший рівень».
У 1995-му відбувається всеукраїнська конференція «ССХ Україна» в Одесі, захід відвідує близько 500 людей. Тоді ж починається реєстрація руху в Міністерстві юстиції України. Процес завершується лише в 1999 році: «ССХ Україна» офіційно стає Всеукраїнською громадською організацією.
У 1996 році філії «ССХ Україна» з'являються у Севастополі та Хмельницькому. Організація орієнтується на 5 регіонів присутності: центр, захід, південь, Крим та схід. Представництво в останньому визнається найслабшим: групи в Харкові та Горлівці майже припинили існування. Втім, створюється осередок в Донецьку; триває активний розвиток на заході країни — у Львові, Луцьку та Ужгороді.
У 1998 році формуються фінансова та фандрейзингова політики «ССХ Україна». Студенти й співробітники беруть участь в місіонерських подорожах до Азербайджану, Індії та Молдови.
Після офіційної реєстрації в Мінюсті ГО «ССХ Україна» приймають до складу International Fellowship of Evangelical Students. Далі організація відновлює роботу свого харківського осередку і, зрештою, оформлюється як самостійний національний студентський християнських рух.
Станом на 01 вересня 2017 року організація має 29 працівників: з-поміж них 22 українці, інші — волонтери зі США.

## Місія, бачення тацінності
Місія ГО «ССХ Україна» концентрується навколо передачі студентам України знання про християнство, віру та практику життя згідно релігійних принципів.
«Місія „ССХ Україна“ полягає в тому, щоби кожен з майже двох мільйонів студентів у своєму виші почув Благу звістку тоді, коли він найбільше відкритий до формування і достатньо дорослий для ухвалення серйозного рішення» [колишній виконавчий директор «ССХ Україна» Юлія Потапова (Ніколайчук)]. 
Колишній виконавчий директор «ССХ Україна» Юлія Потапова (Ніколайчук) розширила місію ГО до трьох складових: 1) «повернення українського християнства в стіни університету»; 2) «підтримати християн, укріпити їх у вірі та допомогти їм бути проактивними, поширюючи християнські цінності у ВНЗ» та 3) «досягти кожного окремого студента Євангелієм» (там само). При цього в організації наголошують на міжконфесійності, що означає співпрацю студентів різних конфесій, об'єднаних однією метою (навколо Євангелія) у своєму університеті.
Баченням ГО «ССХ Україна» є «активні спільноти студентів-християн у кожному виші України, які трансформують свій університет, впливають на суспільство та оновлюють країну».
Втілення вищеописаної місії ґрунтується на переліку цінностей з 6-тьох пунктів:
1) Осередки «ССХ України» «шукають всяку правду Божу»: пункт наголошує на необхідності ознайомлення з науковим знанням та інтеграції його висновків у віру та життя;
2) Студенти-християни у вишах не тільки здобувають професію, але й формують цілісний християнський характер, лідерські якості й активну громадянську позицію;
3) Вивчення Слова Божого (Біблії, що складається зі Старого та Нового заповітів) вважається основою побудови плідних відносин із Богом, людьми та навколишнім світом;
4) Студенти-християни у своєму ВНЗ діляться досвідом свого знайомства з Богом, розповідають Євангеліє та переконують у необхідності жити відповідно до християнських принципів;
5) Практика самоуправління: поширюючи ідею студентського самоврядування, усіма осередками ССХ керують самі студенти; високо цінуються ініціативність та відповідальність;
6) Співпраця з місцевими (локальними) релігійними організаціями у вихованні християнського характеру студентів.

## Діяльність
Діяльність ГО «ССХ Україна» виходить з її місії, бачення й ґрунтується на вищезазначених цінностях. Її можна поділити на 3 стратегічні напрямки: створення та зміцнення осередків студентів-християн в українських ВНЗ, учнівство та книжкові проекти.

### Проект створення та підтримки осередків «ССХ Україна» у навчальних закладах
Наразі «ССХ Україна» присутня у 30-ти українських університетах Києва, Харкова, Одеси, Львова та Переяслава. Через наявні осередки (бажано, офіційно визнані) штатні працівники «ССХ Україна» займаються індивідуальним наставництвом з 250-ма студентами-християнами (з усіх конфесій, що існують) та мобілізують їх до лідерства в сферах впливу та захисту своїх законних прав та інтересів. Проводяться групи з вивчення Біблії; у рамках постійного проекту «Жива бібліотека» організовуються зустрічі з успішними християнами-професіоналами, які досягли значних успіхів у професії й зберегли віру в Бога. 
«В першу чергу ми прагнемо підтримати віруючих студентів, щоб їхні християнські цінності були непохитними і в своєму оточенні вони залишилися християнами» [Юлія Потапова (Ніколайчук)].
Через діючі в університетах українських міст осередки «ССХ Україна» проводить щорічні місійні проекти під назвою «Тиждень місії». Захід складається з двох частин — обідньої та вечірньої. Під час першої студентів запрошують на релігієзнавчі лекції компетентних осіб про християнство та віру (серед лекторів — македонський інтелектуал та Ph.D. Костаке Мілков (у 2015—2016 роках), капелан британської Королівської Скарбниці Марк Мейнелл (у 2016 році), професор з Великої Британії Тоні Лейн (в рамках особливого «Місяця віри та науки» та інші. Крім того, «ССХ Україна» організовує особливі зустрічі широкої студентської аудиторії з відомими вченими-християнами та діячами мистецтва (серед прикладів — у травні 2011 року з автором бестселера «Хижа» Полом Янгом).
Водночас ввечері проходять більш неформальні зустрічі, що проходять на позауніверситетській території та зачіпають більш практичні релігійні теми. Щороку у «Тижнях місії» бере участь близько 3 000 студентів-нехристиян.
З юридичної точки зору, можливість діяльності «ССХ Україна» в світських навчальних закладах забезпечується балансом між дотриманням абзаців 5-6 статті 6 та пунктів 1-2 статті 8 Закону України «Про освіту», що наголошують на невтручанні у навчальний процес релігійних організацій та декларують неможливість «залучення учнів, студентів до участі в… релігійних заходах», та 23-ю статтею, де зазначено, що «діячі науки, культури та представники інших сфер діяльності за рішенням навчального закладу можуть брати участь у навчально-виховній роботі».
За висновком керівника Державного комітету України у справах національностей та релігій у 2009—2010 роках Юрія Решетнікова, «представники будь-яких релігійних організацій після встановлення контактів з керівництвом університетів або, тим більше, підписання юридичного документа мають право, відповідно до Закону „Про освіту“, зустрічатися з вихованцями відповідних навчальних закладів. Закон дає можливість керівництву закладів залучати до виховного процесу представників наукових, релігійних та інших кіл».

### Проект учнівства
За кожним університетом, з яким співпрацює «ССХ Україна», з боку організації закріплюється відповідальна особа. Працівник системно зустрічається з лідерами осередку та його рядовими членами для вивчення Святого Письма, заохочення до пошуку християнських цінностей і просування ідеї активної життєвої позиції. Крім того, проводяться зустрічі на тему реалізації вмінь і навичок студентів після закінчення вищих навчальних закладів.
Крім того, «ССХ Україна» організує студентські табори (в тому числі популярні серед українських студентів англомовні), спеціальні конференції для зростання працівників «Сіль», безоплатні курси з вивчення англійської мови, семінари з протидії торгівлі людьми (разом з Міжнародною організацією з міграції), круглі столи та семінари з актуальних питань взаємодії християнства та українського соціуму.

### Видавничі проекти
В 2008—2012 роках «ССХ Україна» разом із ССХ Росії видала та розповсюдила більше 40000 екземплярів Євангелія від Марка «ХТО ТИ?» у студентському форматі українською (у перекладі Рафаїла Турконяка) та російською (у перекладі В. М. Кузнєцової) мовами. Розповсюдження Євангелія супроводжувалося доступною програмою для його вивчення, пристосованою до студентської аудиторії.
В середині лютого 2014 року «ССХ Україна» випустила особливе російськомовне видання Євангелія від Луки «Відкрий. Вияви сам» (переклад о. Рафаїла Турконяка 1997 року) у вигляді блокноту (україномовний варіант побачив світ у січні 2017 року). Наклад — 60 000 екземплярів (зокрема, 50 тисяч — для інших християнських організацій).
Окрім тексту Євангелія, друкований проект (запозичений в ССХ Великої Британії, але повністю адаптований до української культури) містив QR-посилання на сайт із апологетичними відеосюжетами, де християни діляться фактами та ідеями, що пов'язані із читаним класичним текстом.

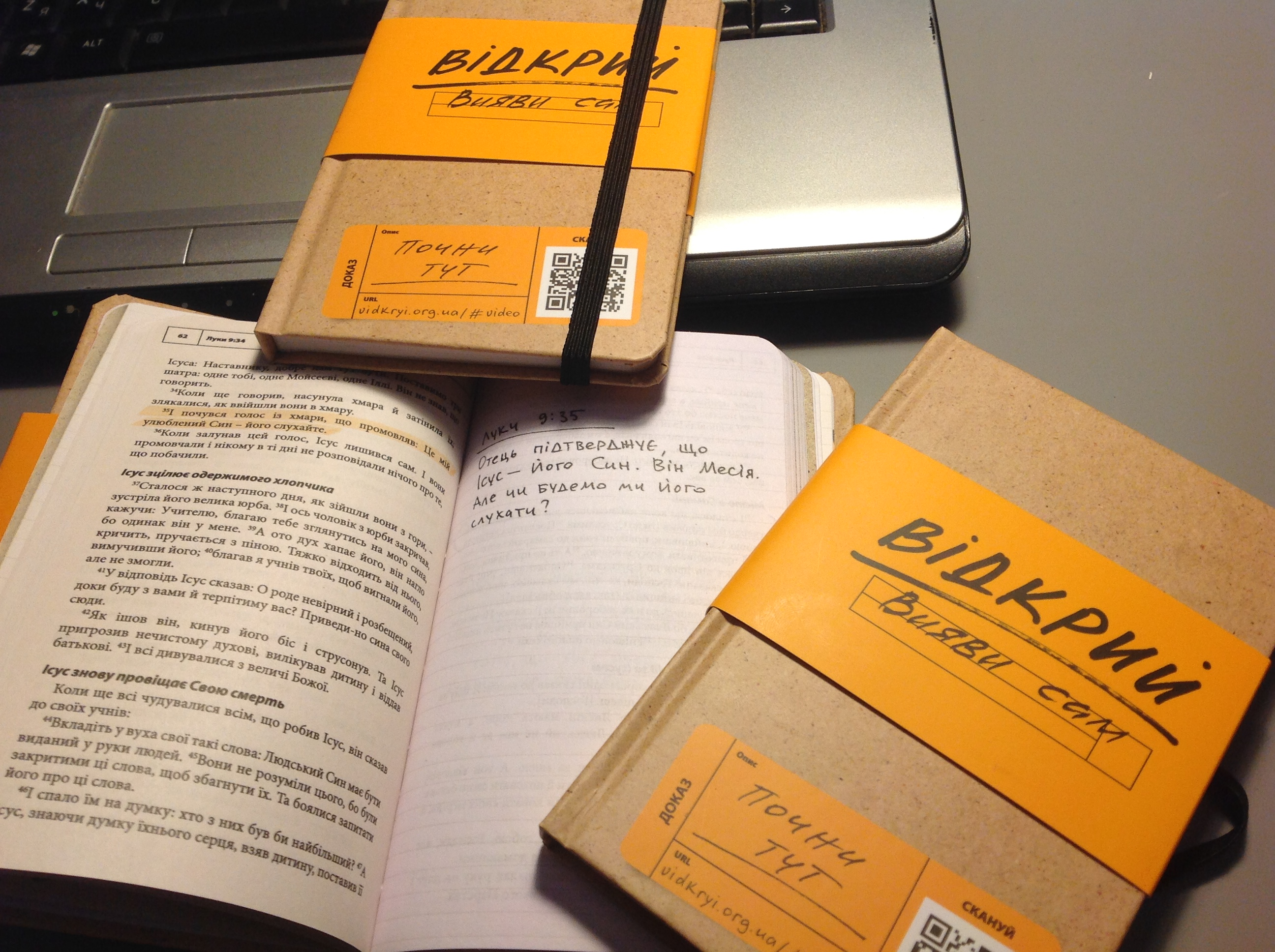
Україномовне видання Євангелія від Луки "Відкрий. Вияви сам" (2017, "ССХ Україна")

Крім того, організація видала книгу відомого англіканського інтелектуала Джона Стотта «Хрест Христа».

## Географія
Найактивніша робота здійснюється в обласних центрах країни: Києві, Харкові, Одесі, Львові, Переяславі та Миколаєві. зв'язку із окупацією Криму та Севастополю військами Російської Федерації діяльність ГО на території півострова тимчасово припинена до моменту відновлення державного суверенітету.

## Доктринальні позиції
Працівники та волонтери «ССХ Україна» дотримуються догматичних норм класичного християнства, зокрема, у вигляді Нікейсько-Царгородський Символ віри.
1. Єдність Отця, Сина і Святого Духа у Божественній Трійці.
2. Суверенність Бога у творінні, одкровенні, спокуті і в останньому суді над світом.
3. Богонатхненність і повна довіра оригінальним текстам Святого Письма (Старого і Нового Заповітів), вищий авторитет Писання у всіх питаннях віри і християнського життя.
4. Загальна гріховність і винність людства унаслідок гріхопадіння, що викликало Божий гнів та осуд.
5. Спокута від вини та покарання за гріх, а також від панування гріха та осквернення ним тільки за допомогою жертовної смерті Господа нашого Ісуса Христа, втіленого Божого Сина як представника і заступника людського роду.
6. Тілесне воскресіння з мертвих Господа Ісуса Христа, Його вознесіння і перебування по правицю Бога-Отця.
7. Виправдання грішника по благодаті і милості Божій тільки через віру в Ісуса Христа і Його жертву, незалежно від справ.
8. Сповнення віруючого Духом Святим у момент покаяння і прояв Духа в ньому через різноманітні духовні дари.
9. Преображення і відродження віруючого Святим Духом як безперервний процес, що починається в момент покаяння.
10. Єдину, святу і вселенську Церкву, яка є тілом Христовим і до якої належать усі істинно віруючі.
11. Очікування другого пришестя Господа Ісуса Христа.

ССХ Україна визнає наявність відмінностей у віровченнях церков і деномінацій, але вважає за необхідне підходити до них таким чином, щоб сприяти злагоді та єдності між віруючими, не компрометуючи при цьому євангельське християнство.

## Керівництво
В 1999 році першим українським виконавчим директором «ССХ Україна» стає Володимир Костерний.
В період між 2004 та 2011 роки цю керівну посаду обіймали Олексій Травников, Олександр Гульц, Боб Греман, Олена Велч та Денис Гореньков (останній — з 2011 по 2015 рік).
З 01 серпня 2015 - по 2019 рік виконавчим директором «ССХ Україна» була Юлія Потапова (Ніколайчук), з 2019 і донині виконавчим директором є Михайло Мельников. З січня 2019 року посаду Голови Ради директорів обіймає Андрій Гнідець.

## Стратегія2015—2020
За наявною в ГО «ССХ Україна» стратегією, до 2020 року організація співпрацюватиме з понад 50 ВНЗ, охоплюватиме понад 7 000 студентів-нехристиян та 500 віруючих студентів. Крім того, передбачене продовження дії проекту «Тиждень місії» і актуалізується необхідність закордонної місії (у Молдові, Білорусі та Грузії).